# كارلوس سيمون
كارلوس إيوخينيو سيمون (بالبرتغالية: Carlos Eugênio Simon‏) (مواليد 3 سبتمبر 1965) حكم كرة قدم برازيلي . أصبح حكم دولي معتمد من الاتحاد الدولي لكرة القدم منذ 1998 .

## روابط خارجية
- كارلوس سيمون على موقع Soccerway.com (الإنجليزية)